# Luigi Salvini
Luigi Salvini (Milano, 11 febbraio 1911 – Roma, 5 giugno 1957) è stato uno slavista, critico letterario e traduttore italiano.

## Biografia
Nel 1954 divenne docente di Letteratura bulgara presso l'università di Roma, ma restò in cattedra solo per tre anni a causa della prematura scomparsa. Fu autore di importanti libri linguistici ed etnologici, come Canti popolari bulgari (1930) e Canti popolari polacchi (1956).